# Broken Angel
„Broken Angel” – dwunasty singel Arasha, został wykonany z Heleną, wydany w 2010 roku przez Warner Music Sweden.
W Rosji singel zajął pierwsze miejsce na liście najlepiej sprzedających się dzwonków telefonicznych Top50 RBT 2011.

## Lista utworów
- CD singel (2010)

1. „Broken Angel” (Radio Edit) – 3:13
2. „Broken Angel” (Ali Payami Remix) – 5:58
3. „Broken Angel” (Ali Payami Dub Mix) – 5:28
4. „Broken Angel” (Dark Heaven Radio Mix) – 3:47

## Notowania na listach przebojów
| Kraj    | Lista (2010/2011) | Najwyższa pozycja |
| ------- | ----------------- | ----------------- |
| Rosja   | Top 20            | 3                 |
| Ukraina | Top 40            | 8                 |
| Grecja  | Top 20            | 12                |
| Europa  | Official Top 100  | 39                |